# Przełęcz Kozia (Sudety)
Przełęcz Kozia (653 m n.p.m.) – przełęcz w Sudetach Środkowych, w południowo-wschodniej części Gór Wałbrzyskich.
Przełęcz położona jest na obszarze Parku Krajobrazowego Sudetów Wałbrzyskich na południe od dzielnicy Wałbrzycha Podgórze. Jest to wąskie, głęboko wcięte obniżenie o stromych zboczach i dość łagodnych podejściach oddzielające masyw Borowej (853 m n.p.m.) od Kozła (774 m n.p.m.). Cały obszar przełęczy porośnięty jest lasem mieszanym regla dolnego. Na przełęczy znajduje się węzeł sześciu dróg.

## Turystyka
Przez przełęcz prowadzą szlaki turystyczne.
- żółty – z Wałbrzycha do Jedliny
- niebieski – prowadzący z Wałbrzycha przez Przełęcz Pod Borową do Sokołowska
- ze stacji Wałbrzych Główny do Rusinowej[1]

Z przełęczy w kierunku północno-wschodnim widoczny jest masyw Ślęży.